# Jesús García Morales
Jesús García Morales (23 de agosto de 1823 en Arizpe Sonora – 19 de mayo de 1883 Arizpe Sonora) fue un General del Ejército Mexicano con 45 años de carrera militar, que nunca participó en levantamientos o cuartelazos. Fue gobernador de Sinaloa y de Sonora y senador. Dos estatuas han sido erigidas en su honor, por su defensa de México contra los norteamericanos y los franceses. Hijo de José García y Petra Morales. Quedó huérfano de padre a su primer año de edad.
El 18 de enero de 1838 se alistó como cadete presidial en Altar Sonora. De ahí pasó al resguardo militar en Fronteras Sonora, Luchó contra gandaristas, apaches y yaquis. 

## Defensor contra invasores extranjeros
En 1847 luchó para defender a la patria contra los invasores norteamericanos, en 1846 y en 1848 en la defensa de la Heroica Guaymas del ataque naval de los Estados Unidos. 
Militó durante la Revolución de Ayutla, (1854 y 1855) luchando en diversos sitios y destacando su resistencia con apenas con 118 hombres, la defensa de la capital de Sonora en 11 días de sitio y haciendo dos campañas en los valles de los ríos Yaqui y Mayo.
Durante la Guerra de Reforma (1858-1861) se alineó con las ideas del Partido Liberal.
En 1862, cuando Plácido Vega Daza dejó la gubernatura de Sinaloa, para luchar contra la intervención francesa, designó al sonorense García Morales jefe de armas y, por tanto, gobernador, pues Sinaloa se encontraba en estado de sitio. Los militares sinaloenses no aceptaron a García Morales. Antonio Rosales se rebeló, pero no logró derrocar al sonorense. En septiembre de 1864 se levantó en armas el exgobernador Francisco de la Vega y Rábago en favor del Imperio, pero también fue vencido y fusilado en El Fuerte. En el mes de octubre se insubordinó el coronel Ramón Corona, quien, tras enconada batalla, obligó a García Morales a volver a Sonora y dejó como gobernador al coronel Antonio Rosales. Estas luchas entre los jefes sinaloenses ocurrieron cuando ya los franceses ocupaban el centro y el norte del país y amenazaban con invadir Sinaloa.
Fue gobernador provisional del estado de Sonora en 1865. Fue electo senador en 1880.

## Reconocimientos
Al morir el gobierno del Estado de Sonora decretó 3 días de duelo. Ha sido calificado por algunos como “recto” en la Historia de México. Se le reconoce, junto al Gral. Ignacio Pesqueira, como uno de los máximos defensores de la República en Sonora, durante la Intervención y el Imperio. Una estatua en su honor fue colocada en el Paseo de la Reforma de la Ciudad de México, del escultor Enrique Alciati, simultáneamente con la del Gral. Ignacio Pesqueira. Otra estatua está en el edificio del Palacio de Gobierno del Estado de Sonora en Hermosillo. El 5 de noviembre de 1891. Navojoa y Hermosillo bautizaron a un bulevar con su nombre y en Arizpe una escuela secundaria .